# Benoît Delépine
Benoît Delépine, né le 30 août 1958 à Saint-Quentin, connu également sous le nom de Michael Kael, est un humoriste, réalisateur, journaliste et comédien français. Il est connu pour ses activités dans les émissions satiriques sur la chaîne de télévision Canal+ et les films qu'il a coréalisés avec Gustave Kervern.

## Biographie
Après sa prépa HEC, il fonde en 1980 un journal intitulé Fac Off qui fait faillite et le contraint à trouver de l'argent pour rembourser les dettes contractées.
Il a participé au groupe Jalons.
Auteur pour l'émission Les Guignols de l'info pendant plusieurs années, il a ensuite rejoint l'équipe d'auteurs et comédiens d'un autre programme satirique, appelé à l'origine Le Journal de Moustic puis ayant plusieurs fois changé de nom, dont le cadre principal est le pays fictif de Groland. Il y interprète le rôle de Michael Kael, journaliste à la fois incompétent, malchanceux et malhonnête, qui accumule les gaffes à l'antenne.
Sa première expérience au cinéma, Michael Kael contre la World News Company, dont il écrit le scénario et joue le rôle principal, est un échec commercial en 1997. Le récit s'inspire de deux éléments de la carrière de l'auteur : son rôle de reporter pour Groland et la World Company qu'il a contribué à créer pour Les Guignols,.
En 2004 sort Aaltra, qu'il a créé, réalisé et joué avec Gustave Kervern : ce film, réalisé avec peu de moyens, connaît un succès critique. Les deux compagnons de l'aventure Groland ont écrit un road movie où deux voisins ennemis, en fauteuil roulant à la suite d'un accident, parcourent les routes entre le nord de la France et la Finlande.
Il fonde en 2005 la société de production No Money Productions, qui produit et/ou coproduit la plupart des films qu'il réalise.
Toujours avec Gustave Kervern, il est à nouveau auteur et acteur du film Avida, présenté hors compétition au Festival de Cannes 2006 en sélection officielle.
Le 24 décembre 2008 sort Louise-Michel, produit par Mathieu Kassovitz, avec toujours Gustave Kervern en co-réalisateur. Yolande Moreau, Bouli Lanners, Benoît Poelvoorde, Mathieu Kassovitz, Albert Dupontel et Francis Kuntz (autre comparse de Groland) jouent dans ce film.
Les deux auteurs récidivent en 2010 avec Mammuth, notamment interprété par Gérard Depardieu et Yolande Moreau, seul film français sélectionné à la Berlinale 2010.
En 2012, ils repartent du Festival de Cannes 2012 avec le Prix spécial du jury dans la catégorie Un certain regard pour Le Grand Soir avec Albert Dupontel et Benoît Poelvoorde.
En 2014, ils réalisent Near Death Experience, avec Michel Houellebecq dans le rôle principal.
En 2015, ils tournent Saint Amour toujours avec Depardieu et Poelvoorde.
A Bourges, en 2022, le duo interprète "C'est normal" lors de la "Fucking Night" de Brigitte Fontaine.
Il a par ailleurs écrit régulièrement dans l'hebdomadaire satirique Siné Hebdo créé par le dessinateur Siné après son licenciement de Charlie Hebdo.
Il est militant d'ATTAC.

## Filmographie

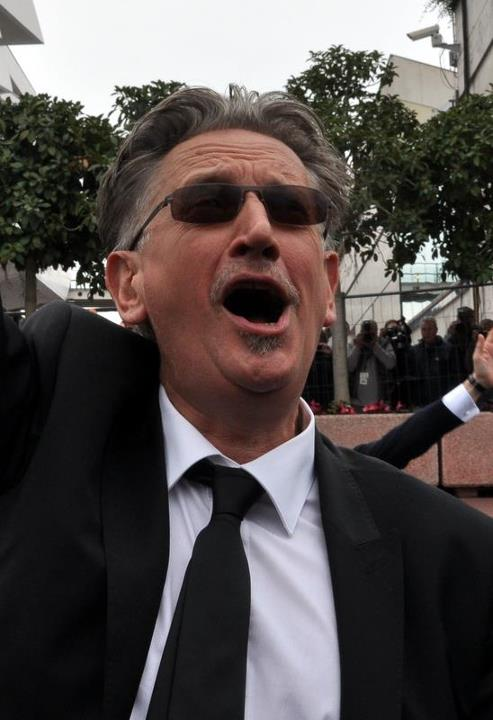
Benoît Delépine au festival de Cannes 2012.

### Comme acteur
- 1995 : À l'arraché, court-métrage[9] de Christophe Smith
- 1997 : Michael Kael contre la World News Company, de Christophe Smith
- 1999 : Le Hérisson, court métrage de Jean-Noël Betzler - Rôle principal : le motard
- 2004 : Aaltra, de Benoît Delépine et Gustave Kervern
- 2006 : Avida, de Benoît Delépine et Gustave Kervern
- 2008 : Louise-Michel, de Benoît Delépine et Gustave Kervern
- 2011 : Crédit pour tous, de Jean-Pierre Mocky
- 2013 : Cinématon #2752 de Gérard Courant
- 2013 : Vive Groland (Journal du FIFIGROT 2013), Carnets filmés de Gérard Courant
- 2013 : La Cérémonie de clôture du FIFIGROT 2013, Carnets filmés de Gérard Courant
- 2014 : L'Annexion de l'Occitanie par Groland (Journal du FIFIGROT 2014), Carnets filmés de Gérard Courant
- 2014 : La Parade du président Salengro à Toulouse pour célébrer l'annexion de l'Occitanie par Groland, Carnets filmés de Gérard Courant
- 2014 : La Conférence de presse et la cérémonie de clôture du FIFIGROT 2014, Carnets filmés de Gérard Courant
- 2015 : Benoît Poelvoorde à la conférence de presse du FIFIGROT 2015, Carnets filmés de Gérard Courant
- 2015 : Le Bain de foule du président grolandais Salengro à Toulouse pour la distribution des eugros au peuple groccitan, Carnets filmés de Gérard Courant
- 2015 : Benoît Poelvoorde à la cérémonie de clôture du FIFIGROT 2015, Carnets filmés de Gérard Courant
- 2016 : Voyage en Groccitanie, Carnets filmés de Gérard Courant
- 2016 : Visite officielle avec parade des candidats présidentiels Nano Sarko et François Groland au FIFIGROT 2016, Carnets filmés de Gérard Courant
- 2016 : La Cérémonie de clôture du FIFIGROT 2016, Carnets filmés de Gérard Courant
- 2016 : Le Grand Absent (Journal du FIFIGROT 2016), Carnets filmés de Gérard Courant
- 2017 : Satire dans la campagne de Marc Large et Maxime Carsel : dans son propre rôle[10]
- 2017 : La Parade du président Emmanuel Micron en marche vers les abattoirs de Toulouse, Carnets filmés de Gérard Courant
- 2017 : Daniel Prévost à la cérémonie de remise des prix du FIFIGROT, Carnets filmés de Gérard Courant
- 2017 : Daniel Prévost au FIFIGROT 2017, Carnets filmés de Gérard Courant
- 2018 : Crois-tu au coup de foudre ou bien faut-il que je repasse ? (Journal du FIFIGROT 2018), Carnets filmés de Gérard Courant
- 2018 : La Cérémonie de remise des prix du FIFIGROT 2018, Carnets filmés de Gérard Courant
- 2019 : Welcome to the Magical Mystery Tour, Carnets filmés de Gérard Courant
- 2019 : La Lumière du fou (Journal du FIFIGROT 2019), Carnets filmés de Gérard Courant
- 2019 : L’Inauguration du rond-point Christophe-Salengro à Fenouillet, Carnets filmés de Gérard Courant
- 2019 : La Cérémonie de clôture du FIFIGROT 2019, Carnets filmés de Gérard Courant
- 2022 : En même temps de Benoit Delépine et Gustave Kervern : le photographe animalier

### Comme réalisateur et scénariste
- 2004 : Aaltra, coécrit et coréalisé avec Gustave Kervern
- 2006 : Avida, coécrit et coréalisé avec Gustave Kervern
- 2008 : Louise-Michel, coécrit et coréalisé avec Gustave Kervern
- 2010 : Mammuth, coécrit et coréalisé avec Gustave Kervern
- 2012 : Le Grand Soir, coécrit et coréalisé avec Gustave Kervern
- 2012 : Enfin la fin, court métrage
- 2014 : Near Death Experience, coécrit et coréalisé avec Gustave Kervern
- 2015 : Groland le gros métrage, coécrit et coréalisé avec Jules-Edouard Moustic
- 2016 : Saint Amour, coécrit et coréalisé avec Gustave Kervern
- 2018 : I Feel Good, coécrit et coréalisé avec Gustave Kervern
- 2019 : Mords-les (court métrage), coécrit et coréalisé avec Gustave Kervern
- 2020 : Effacer l’historique coréalisé avec Gustave Kervern
- 2022 : En même temps coréalisé avec Gustave Kervern
- 2026 : Animal Totem[11]

### Comme scénariste
- 1995 : À l'arraché, court-métrage[9] de Christophe Smith
- 1997 : Michael Kael contre la World News Company, de Christophe Smith
- 2014 : Ablations d'Arnold de Parscau

## Bandes dessinées
Scénario Benoît Delépine, dessins Stan et Vince
- 2000 : L'Imploseur[12]
- 2001 : La Bombe
- 2005 : Godkiller

Scénario Benoît Delépine et Gustave Kervern, illustrations Pascal Rabaté
- 2008 : Louise-Michel

Scénario Benoît Delépine, dessin de Diego Aranega
- 2009 : S & Fils

## Distinctions

### Récompenses
- 2010 : prix Henri-Jeanson de la SACD
- 2012 : Festival de Cannes : dans la sélection Un certain regard, prix spécial du jury pour Le Grand Soir
- 2020 : Festival du film de Berlin : ours d'argent spécial pour Effacer l'historique[13]

### Nomination
- Césars 2021 : César du meilleur scénario original pour Effacer l'historique [14]